# 138 East 50th Street
Le 138 East 50th Street est un gratte-ciel résidentiel en construction à New York aux États-Unis. Il s'élèvera à 245 mètres. Son achèvement est prévu pour 2019.